# Btekhnay
Btekhnay (arabe : بتخنيه ; également orthographiée Btekhnai) est une municipalité du district de Baabda du gouvernorat du Mont-Liban, au Liban.
Elle dispose d'une école publique dans le village avec 400 élèves en 2016. Dix entreprises de plus de quinze salariés opèrent dans le village.

## Géographie
Elle est située à 42 kilomètres à l'est de Beyrouth et a une superficie totale de 263 hectares. Son altitude moyenne est de 1 000 mètres au-dessus du niveau de la mer.
Les municipalités voisines sont Qarnayel au nord, Deir al-Harf et Btebiat à l'ouest, Bmaryam au sud et el-Qalaa à l'est.  La ville est située dans le gouvernorat du Mont-Liban. Elle a une place stratégique au Liban, car est proche de la vallée de la Bekaa, de Beyrouth, de Bikfaya, et du Chouf.